# Nordische Tischtennismeisterschaft 1953
Die Nordische Tischtennismeisterschaft 1953 war die dritte Austragung des von der North European Table Tennis Union (NETU) ausgerichteten Wettbewerbs, die am 21. und 22. November 1953 in der schwedischen Hauptstadt Stockholm stattfand.

## Medaillengewinner
| Disziplin    | Gold                                                            | Silber                                            | Bronze                                             |
| ------------ | --------------------------------------------------------------- | ------------------------------------------------- | -------------------------------------------------- |
| Herreneinzel | Lennart Johansson                                               | Tage Flisberg                                     | Helmuth Jespersen Bo Malmquist                     |
| Dameneinzel  | Signhild Tegner                                                 | Gudrun Kahns                                      | Doris Lindblad Frida Lyttik-Brøbech                |
| Herrendoppel | Tage Flisberg Lennart Johansson                                 | Ari Huttunen Niilo Vehkamo                        | —                                                  |
| Damendoppel  | Birgitta Tegner Signhild Tegner                                 | Doris Lindblad Ritva Tammero                      | —                                                  |
| Mixed        | Lennart Johansson Elisabeth Thorsson                            | Tage Flisberg Signhild Tegner                     | —                                                  |
| Herrenteam   | SchwedenTage Flisberg Lennart Johansson Bo Malmquist Åke Rakell | DänemarkHardy Holmström Einar Lyttik Knud Runchel | FinnlandAri Huttunen Kalevi Lehtonen Niilo Vehkamo |
| Damenteam    | SchwedenBirgitta Tegner Signhild Tegner Elisabeth Thorsson      | DänemarkGudrun Kahns Frida Lyttik-Brøbech         | FinnlandDoris Lindblad Ritva Tammero               |

## Erfolgreichste Teilnehmer
| Platz | Teilnehmer         | Gold | Silber | Bronze | Gesamt |
| ----- | ------------------ | ---- | ------ | ------ | ------ |
| 1.    | Lennart Johansson  | 4    | 0      | 0      | 4      |
| 2.    | Signhild Tegner    | 3    | 1      | 0      | 4      |
| 3.    | Tage Flisberg      | 2    | 2      | 0      | 4      |
| 4.    | Birgitta Tegner    | 2    | 0      | 0      | 2      |
| 4.    | Elisabeth Thorsson | 2    | 0      | 0      | 2      |
| 6.    | Bo Malmquist       | 1    | 0      | 1      | 2      |
| 7.    | Åke Rakell         | 1    | 0      | 0      | 1      |

## Medaillenspiegel
| Platz | Land     | Gold | Silber | Bronze | Gesamt |
| ----- | -------- | ---- | ------ | ------ | ------ |
| 1.    | Schweden | 7    | 2      | 1      | 10     |
| 2.    | Dänemark | 0    | 3      | 2      | 5      |
| 3.    | Finnland | 0    | 2      | 3      | 5      |
| 4.    | Norwegen | 0    | 0      | 0      | 0      |